# Parafia Świętego Józefa i Matki Bożej Fatimskiej w Tarnowie
Parafia Świętego Józefa i Matki Bożej Fatimskiej w Tarnowie – parafia rzymskokatolicka znajdująca się w diecezji tarnowskiej w dekanacie Tarnów Północ.

## Proboszczowie
- ks. dr Paweł Górski (od 2021)[1]
- ks. dr Stanisław Bilski (2003–2021)
- ks.lic. Edwin Rzeszuto (1975–2003)
- ks. Jan Marszałek (1951–1975)